# بوهانکا
بوهانکا (به چکی: Boháňka) یک منطقهٔ مسکونی در جمهوری چک است که در شهرستان ییچین واقع شده‌است.